# Pseudoleptodeira
Pseudoleptodeira är ett släkte av ormar. Pseudoleptodeira ingår i familjen snokar.
Arter enligt Catalogue of Life:
- Pseudoleptodeira latifasciata
- Pseudoleptodeira uribei

Enligt The Reptile Database ingår endast Pseudoleptodeira latifasciata (beskrivning i motsvarande artikel) i släktet och den andra arten flyttas till släktet Leptodeira.